# Synagoge Gey

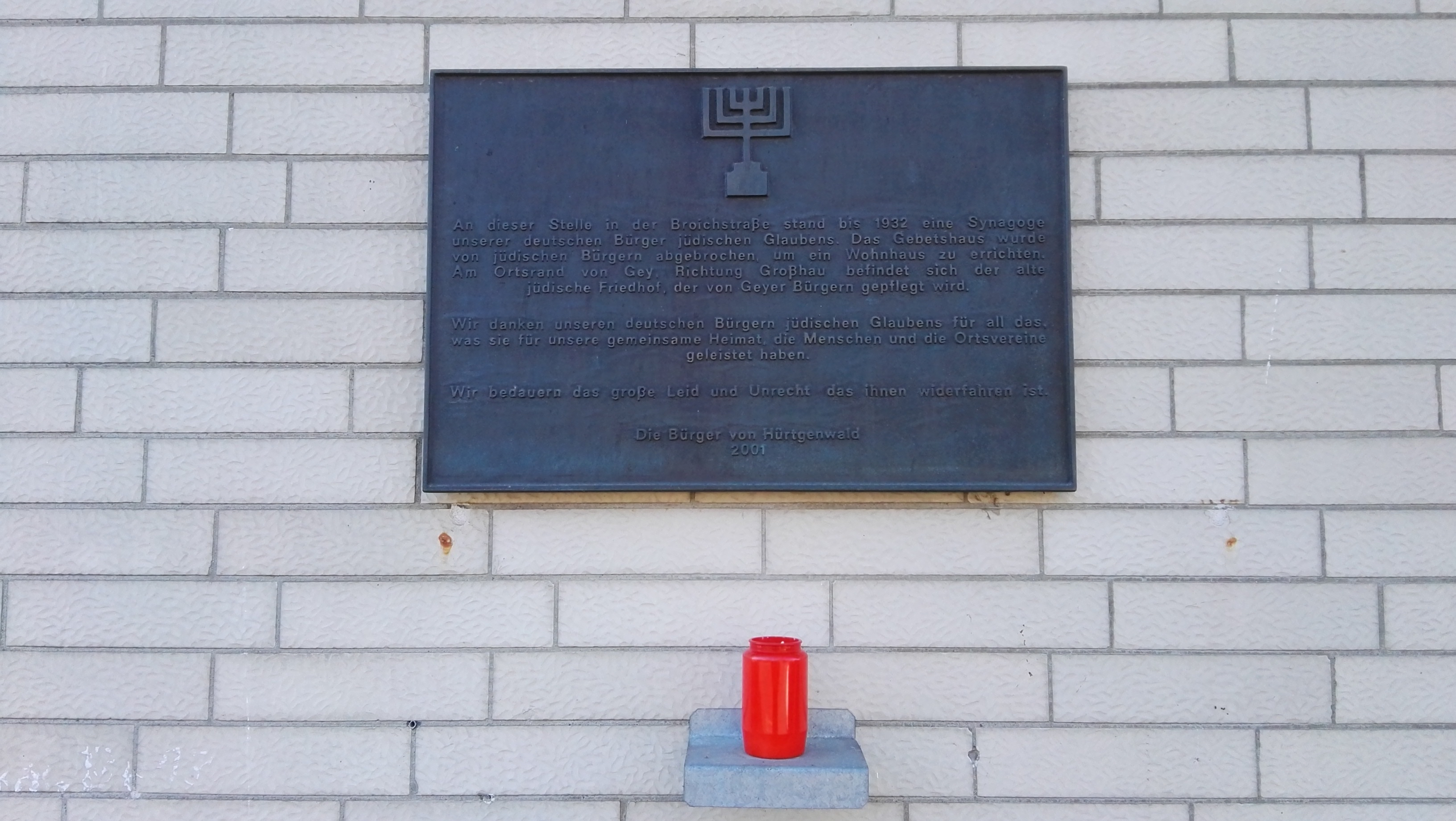
Gedenktafel am Haus Broichstraße 5 in Hürtgenwald. An dieser Stelle stand die Synagoge Gey.

Die Synagoge Gey stand im Ortsteil Gey in der Gemeinde Hürtgenwald im Kreis Düren, Nordrhein-Westfalen.
Eine jüdische Gemeinde wurde in Gey bereits am 1. Januar 1866 erwähnt. Später wurde am Haus des Josef Meyer, Broichstraße 5, ein kleiner Vorbau errichtet. Er stand dicht an der Straße und hatte nur zwei kleine Fenster. Sie waren so hoch im Mauerwerk, dass man nicht in das Gebäude hineinsehen konnte. Bis etwa 1914 wurden dort religiöse Feiern abgehalten. Josef Meyer war damals Vorbeter.
Etwa 1930 war der Vorbau ein baufälliges Verkehrshindernis geworden. Der Geyer Bürger, jüdischen Glaubens, Seligmann Meyer, wollte dort eine Fleischerei errichten. Deshalb wurde das Gebäude abgebrochen. Laut Gedenktafel jedoch wurde das Gebäude abgerissen, um Wohnraum zu schaffen. Später wurde das Gebäude tatsächlich als Wohnraum verwendet und ebenfalls als Fleischerei Rößeler, welche bis im Jahre 1988 von der Familie Rößeler geführt wurde (später Metzgerei Langenberg, von 2005 bis 2014 Hallmanns; seit 2016 steht diese Lokaleinrichtung leer). Am Haus Broichstraße 5 wurde am 9. September 2001 eine Gedenkplatte eingeweiht.